# Hodenc-l’Évêque
Hodenc-l’Évêque – miejscowość i gmina we Francji, w regionie Hauts-de-France, w departamencie Oise.
Według danych na rok 1990 gminę zamieszkiwały 153 osoby, a gęstość zaludnienia wynosiła 44 osoby/km² (wśród 2293 gmin Pikardii Hodenc-l’Évêque plasuje się na 844. miejscu pod względem liczby ludności, natomiast pod względem powierzchni na miejscu 1014.).